# سافیلو
سافیلو (انگلیسی: Safilo Group) شرکت خوشه‌ای ایتالیایی است، که در سال ۱۹۳۴ تأسیس شد.